# ЗАЗ-1105 Дана
ЗАЗ-1105 «Да́на» — легковий передньоприводний універсал на базі ЗАЗ-1102 «Таврія»
Автомобіль випускався на Запорізькому автомобілебудівному заводі з початку 1994 по 1997 рік. Проте по-справжньому серійною через низку обставин «Дана» так і не стала, випускаючись дрібними партіями. Порівняно з «Таврією» дещо кращою стала аеродинаміка кузова (Cx=0,37 проти 0,39 в «Таврії»). Випускались моделі як з салоном комплектації Люкс, так і Стандарт, проте в усіх версіях скло задніх дверей мало обігрів.

## Двигуни
Спочатку планувалося оснащувати машину двигуном МЕМЗ-310 (об'єм 1250 куб.см, потужність 60 к.с. при 5000 об/хв) проте Мелітопольський моторний завод не зміг налагодити виробництво цього двигуна і у результаті «Дани» комплектувалися звичайними для «Таврії» двигунами МЕМЗ-245 і ВАЗ-2108. Вантажопідйомність універсала ЗАЗ-1105 становила 200 кг (з п'ятьма пасажирами). Також на автомобілі звертає на себе увагу дещо опукла, з метою збільшення внутрішнього корисного об'єму, кришка багажника.

## Комплектації

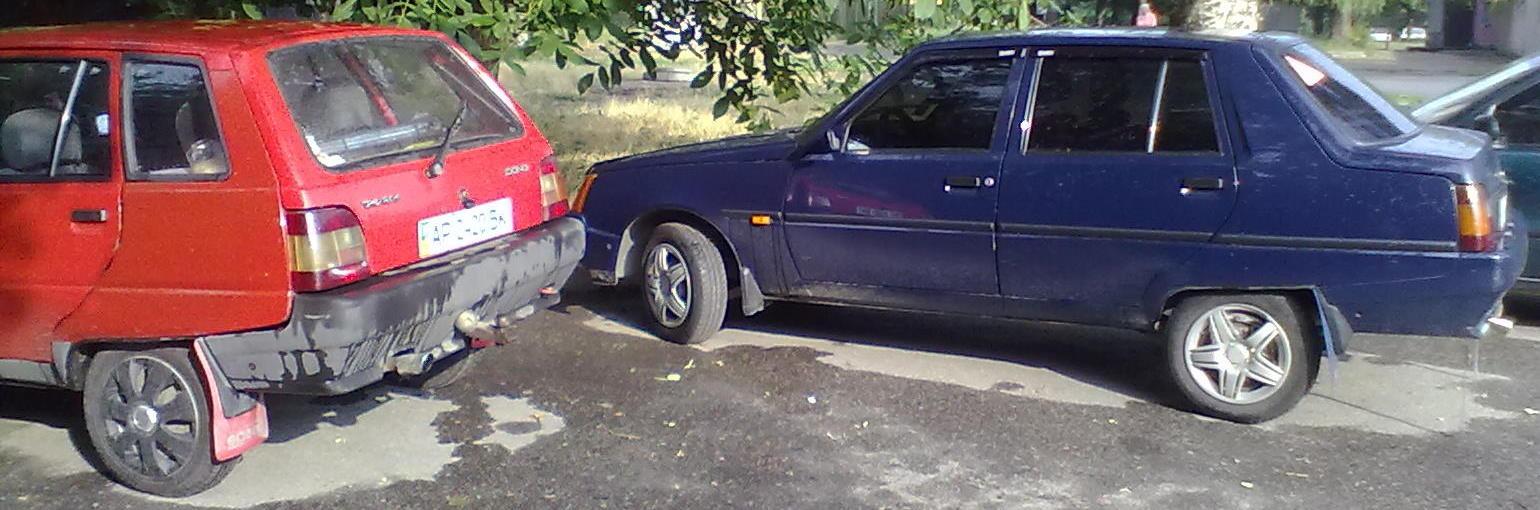
Різниця між боковиною та багажником ЗАЗ-1105 «Дана» та ЗАЗ-1103 «Славута» досить суттєва

- ЗАЗ-110520 — експортний варіант виконання автомобіля 3АЗ-1105 з правим розташуванням керма і системою впорскування палива «Сіменс». На відміну від базового ЗАЗ-1105, автомобіль комплектувався системою вловлювання і адсорбції пари бензину вихлопною системою з каталітичним нейтралізатором, бензобаком із заспокоювачем палива і рестріктором в заливній горловині (під неетильований бензин), системою електронного управління запаленням і подачею палива, шлангами системи паливоподачі і вловлювання пари палива виготовленими з фторкаучуку, додатковим фільтром тонкого очищення палива, електронасосом подачі палива (замість бензонасоса на двигуні). Комбінація приладів додатково оснащувалася лампою діагностики системи впорскування палива, шкала спідометра була оцифрована в милях. Також було змінено розташування плафона внутрішнього освітлення (над водієм) і переднього поручня пасажира.
- ЗАЗ-110540 — варіант виконання з системою впорскування палива «Сіменс». Відмінності у вихлопній системі і системі подачі палива були ідентичні таким на моделі ЗАЗ-110520.
- ЗАЗ-1125 — п'ятидверний універсал з двигуном і 4-ступінчастою коробкою передач ВАЗ-2108. Приблизно 50 універсалів було укомплектовано 5-ступінчастою коробкою передач. Всього машин з таким двигуном (разом з хетчбеком ЗАЗ-1122) було випущено близько п'яти тисяч штук.[2]